# Таррано
Таррано (фр. Tarrano, корс. Tarranu) — коммуна во Франции, находится в регионе Корсика. Департамент коммуны — Верхняя Корсика. Входит в состав кантона Кастаньичча. Округ коммуны — Корте.
Код INSEE коммуны — 2B321.

## Население
Население коммуны на 2008 год составляло 14 человек.
| 1962 | 1968 | 1975 | 1982 | 1990 | 1999 | 2008 |
| ---- | ---- | ---- | ---- | ---- | ---- | ---- |
| 106  | 121  | 41   | 16   | 23   | 27   | 14   |

## Экономика
В 2007 году среди 9 человек в трудоспособном возрасте (15—64 лет) 3 были экономически активными, 6 — неактивными (показатель активности — 33,3 %, в 1999 году было 33,3 %). Из 3 активных работал 1 мужчина, безработных было 2 (1 мужчина и 1 женщина). Среди 6 неактивных 1 человек был учеником или студентом, 1 — пенсионером, 4 были неактивными по другим причинам.